# نویکیریتسش
نویکیریتسش (به آلمانی: Neukieritzsch) یک شهر در آلمان است که در لایپتسیگ واقع شده‌است. نویکیریتسش ۶٬۹۴۰ نفر جمعیت دارد.

## خواهرخوانده
شهر دایتسیساو خواهرخواندهٔ نویکیریتسش هست.